# Livada, Hunedoara

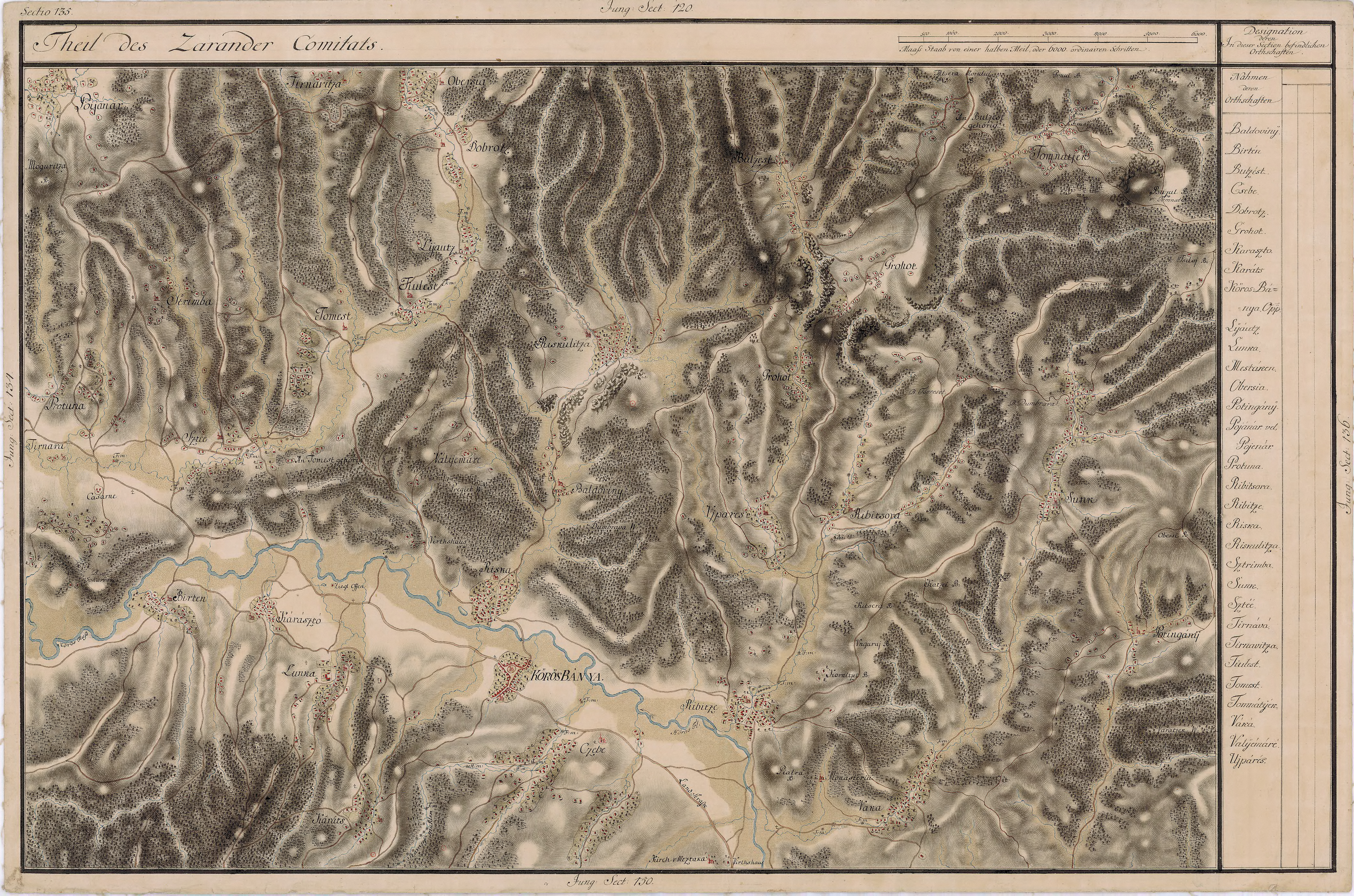
Livada în Harta Iosefină a Transilvaniei, 1769-73

Livada (nume anterior Strâmba) este un sat în comuna Tomești din județul Hunedoara, Transilvania, România.

## Personalități
- Coloman Ambruș,  (1907 - 1987),  colonel de Securitate